# ОРГРЭС (трест)

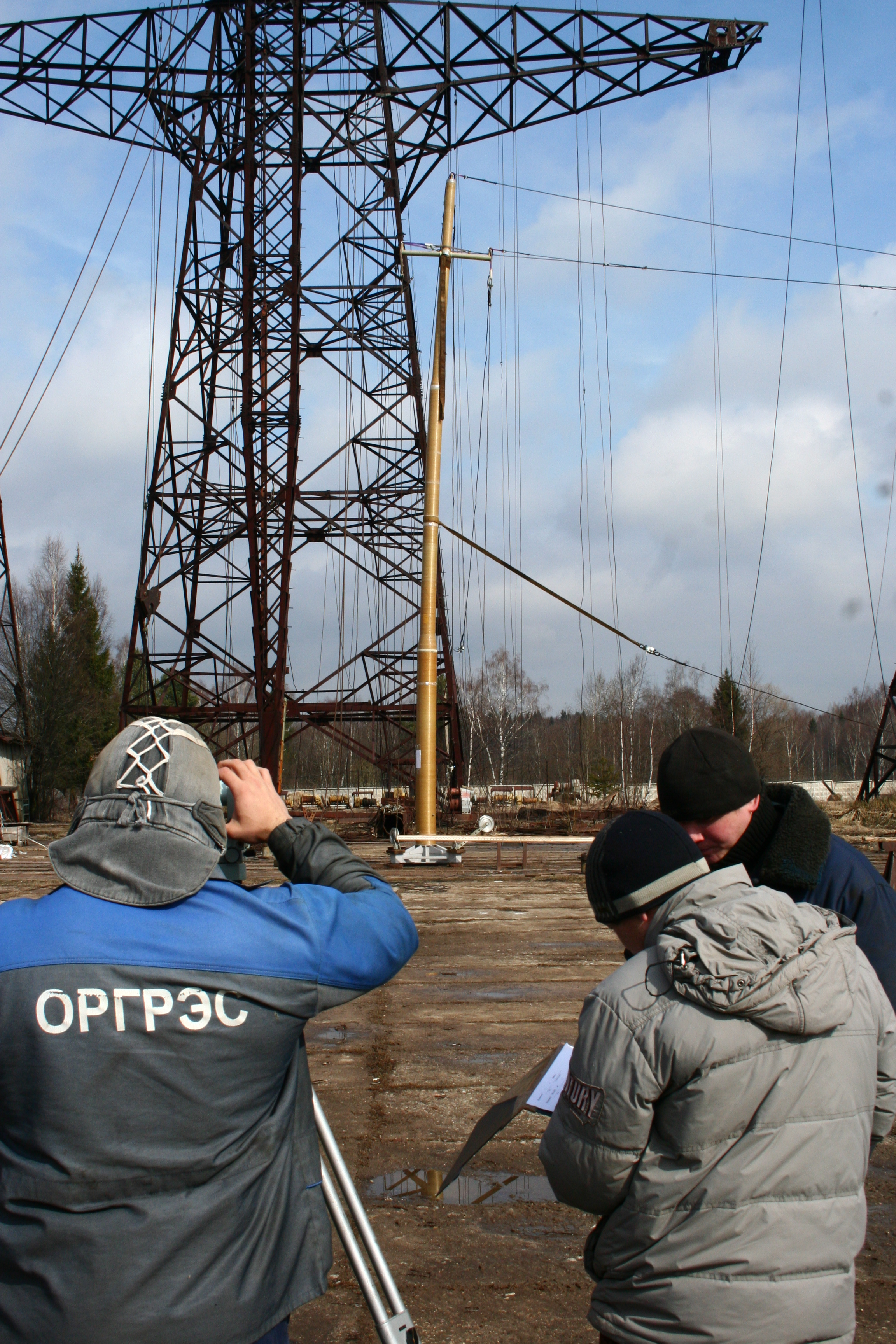
Испытания опоры ЛЭП на полигоне ИЦ ОРГРЭС, г. Хотьково

ОРГРЭС (трест) — ОАО «Фирма по наладке, совершенствованию технологии и эксплуатации электростанций и сетей» ОАО «Фирма ОРГРЭС» (Прежнее название: Государственная техническая контора ОРГРЭС, Государственный трест по организации и рационализации районных электростанций и сетей, «ОРГРЭС», Производственное объединение по наладке, совершенствованию технологии и эксплуатации электростанций и сетей «Союзтехэнерго»).
Государственный трест ОРГРЭС был создан в помощь эксплуатации электростанций и сетей. Организация как наладочная и исследовательская привлекалась для оказания помощи в эксплуатации, наладки и испытаний энергетического оборудования (котлов, турбин, генераторов и прочего электрического оборудования, установок химической очистки воды, КИП и систем автоматического управления, а также включая здания и сооружения электростанций) как внутри страны, так и за рубежом. Важнейшим документом, сыгравшим большую роль в повышении уровня эксплуатации энергетического хозяйства страны, явились «Правила технической эксплуатации электрических станций и сетей» (ПТЭ), в выпуске которых, начиная с 1940 г., ОРГРЭС занимал ведущее место, был разработчиком и издателем.

## История
Государственный трест ОРГРЭС был образован в апреле 1933 года при Главэнерго постановлением Народного комиссариата тяжёлой промышленности СССР
В сентябре 1926 г. был опубликован Приказ ВСНХ СССР № 67 «Об организации работ по рационализации энергохозяйства промпредприятий и топливоиспользования». В Теплотехническом институте был организован специальный отдел экономии топлива, в 1929 г. преобразованный в Бюро рационализации энергохозяйства и топливоиспользования. В октябре 1930 Г. Бюро рационализации энергохозяйства было реорганизовано в Союзный трест по рационализации энергохозяйства и топливоиспользования «Оргэнерго». В конце 1932 г. по инициативе Главэнерго НКТП в составе треста «Оргэнерго» организуется контора по пуску и наладке электростанций — ЦЭС, которая и послужила основой для создания ОРГРЭС.
Постановлением НКТП от 21 апреля 1933 года № 255 «Об организации работ по экономии топлива и установлении топливного режима на предприятиях и электростанция» контора ЦЭС была непосредственно подчинена Главэнерго. Выход данного постановления 21 апреля 1933 г. считается днём рождения ОРГРЭС.
Вновь созданная организация состояла из пяти цехов: котельного, машинного, электротехнического, химического и ремонтного общей численностью 60 человек. Уже к концу 1933 года численность инженерно-технических работников возросла вдвое.
В 1937 году начальником котельного цеха был назначен Борис Михайлович Соколов-Андронов, проработавший затем в должности главного инженера 1942—1974 гг.
В 1937 году был организован гидроцех. В конце 1930-х годов создаётся цех автоматики. В 1939 г. был создан цех теплофикации.
В середине октября 1941 г. по решению правительства ОРГРЭС был перебазирован в г. Свердловск и его специалисты были направлены на основные электростанции Урала.
В 1943 году ОРГРЭС возвращается в Москву. Заместителем главного инженера ОРГРЭС назначена Амалия Израилевна Мальц.
В 1946 году постановлением Совета министров СССР за разработку новых высокоэффективных схем внутрикотловых устройств Владимиру Николаевичу Ноеву и Эммануилу Ильичу Ромму (ВТИ) присуждена Сталинская премия.
В 1949 году начаты испытания опор линий электропередачи на экспериментальной базе в г. Хотькове.
В 1949 году постановлением СМ СССР присуждены Сталинские премии:
— за разработку и внедрение в промышленность методов сжигания углей с удалением шлака в жидком виде — Соколову Б. М., Веткину Н. С., Сергееву Ф. М.
— за разработку и промышленное внедрение нового автоматического регулятора питания паровых котлов — Мануйлову П. Н., Кучкину С. Д.
— за разработку и внедрение в промышленность новых типов центробежных вентиляторов — Комарову А. М., Невельсону М. И.
В 1951 году постановлением СМ СССР присуждена Сталинская премия за разработку и внедрение отечественной конструкции телеизмерительной аппаратуры дальнего действия — Минину Г. П., Казанскому В. Е., Иванкину В. И., Лапшову А. П.
В 1952 году введён в эксплуатацию пионерский лагерь ОРГРЭС в г. Хотьково.
В 1955 году начат комплекс пусконаладочных работ на Волжской ГЭС и. В. И. Ленина и на первой в СССР линии электропередачи 400 кВ Куйбышев — Москва. В 1957 г. бригадой ОРГРЭС введён в работу последний 20-й гидроагрегат ГЭС.
На рубеже 1940-50 гг. в отечественной энергетике началось внедрение энергетического оборудования высокого давления, в освоении которого активное участие принимали специалисты ОРГРЭС.
В 1957 году ОРГРЭС переехал в новое здание на Семёновской набережной, д. 2/1.
С конца 1950-х годов в энергетике началось освоение энергоблоков с применением промежуточного перегрева пара, что повысило экономичность установок. Начиная с 1958 г., ОРГРЭС активно проводит работы по освоению блочных установок 150—200 МВт, начало которым положил первый блок 150 МВт Черепетской ГРЭС мощностью 150 МВт со сверхвысокими параметрами пара 170 кгс/см2, 550°С (1953 г.). Продолжение работ осуществлялось уже на блоках с высокими параметрами пара 140 кгс/см2, 565°С/565°С на Змиевской (примечание БСЭ, т.9), Приднепровской, Старобешевской, Луганской, Верхнетагильской, Назаровской, Березовской, Али-Байрамлинской ГРЭС. Практически начиная с 1959 г. все головные энергоблоки пускались и налаживались при технической помощи ОРГРЭС.
В 1962 году начата наладка оборудования электропередачи 800 кВ Волжская ГЭС — Донбасс.
Большой вклад внес ОРГРЭС в пуск, наладку, освоение и исследование первых в нашей стране энергоблоков сверхкритического давления. Началом работ послужили пуски в 1963 г. первых блоков 300 МВт на Черепетской и Приднепровской ГРЭС. Следующим был блок мощностью 800 Мвт Славянской ГРЭС (1967 г.). Работы продолжились на блоках мощностью 300 МВт, Назаровской ГРЭС (1968), Костромской (1969), Киришской (1969), Черепетской и Приднепровской ГРЭС.
В 1973 году начальником котельного цеха был назначен Ким-Лев Васильевич Шахсуваров, проработавший затем в должности заместителя и главного инженера 1983—1994 гг.
В 1976 году завершены пусконаладочные работы и включена в работу электропередача 750 кВ Донбасс — Западная Украина.
В 1977 году трест ОРГРЭС преобразован в ПО по наладке, совершенствованию технологии и эксплуатации электростанция и сетей «Союзтехэнерго». Образован цех технологических сооружений.
В 1980 году при участии комплексной бригады Союзтехэнерго введён в эксплуатации уникальный блок № 9 мощностью 1200 МВт на Костромской ГРЭС.
В 1980 году ОРГРЭС переехал в новое здание по адресу Семёновский пер., д. 15.
В 1981 году образован цех надёжности тепломеханического оборудования, наладки паропроводов и арматуры.
В 1984 году разработан комплекс приспособлений для работ под напряжением на высоковольтных линиях 750 кВ.
В 1985 году бригадный инженер Союзтехэнерго Смекалов В. В. с помощью отечественных приспособлений впервые вышел на провод ВЛ 1150 кВ без снятия напряжения.
В 1987 году Донтехэнерго активно участвует в пуске и освоении первой в СССР солнечной электростанции в Крыму.

## Экспериментальный стенд ОРГРЭС
В 1948 году в Хотьково начато строительство сетевого стенда ОРГРЭС и посёлка с одноимённым названием.

## Отделения ОРГРЭС
- Украинское отделение ОРГРЭС в г. Харькове, 1940 год
- Урало-Сибирское отделение ОРГРЭС в г. Свердловске, 1940 год
- Южное отделение ОРГРЭС (вместо Украинского отд.) в г. Львове, 1944 год
- Донецкое отделение ОРГРЭС в г. Горловке, 1948 год
- Сибирское отделение ОРГРЭС в г. Новосибирске, 1955 год
- Уральское отделение ОРГРЭС (вместо Урало-Сибирского отд.) в г. Свердловске, 1956 г.
- Среднеазиатское отделение ОРГРЭС в г. Ташкенте, 1961 год
- Дальневосточное отделение ОРГРЭС в г. Владивостоке, 1965 год

## Управляющие трестом/Генеральные директора
- Юденич, Георгий Александрович — 1933—1939 годы
- Гольденберг, Пётр Семёнович — 1939—1965 годы
- Маркин, Василий Павлович — 1966—1967 годы
- Печёнкин, Юрий Васильевич — 1967—1975 годы
- Денисов, Вячеслав Ефремович — 1975—1998 годы
- Понасечкин, Сергей Анатольевич — 1998—2002 годы
- Немировский, Николай Фёдорович — 2002—2003 годы
- Лысцев Сергей Владимирович — 2004—2005 годы
- Купченко, Виктор Ананьевич — 2006—2007 годы
- Паули, Виктор Карлович — 2008—2009 годы